# Puig dels Sumidors
El Puig dels Sumidors és una muntanya de 283 metres que es troba al municipi de Sant Pere de Ribes, a la comarca del Garraf.
Al cim podem trobar-hi un vèrtex geodèsic (referència 279131001).